# Live & Rare (álbum de Rage Against the Machine)
Live & Rare (En vivo y raro) es un álbum en vivo de Rage Against the Machine lanzado en 1998 solamente para Japón. En Estados Unidos, el álbum se puede adquirir solo en algunas sedes de la industria musical, pero se encontró sobre todo en Japón debido a los intereses japoneses en RATM. Se trata de un álbum compuesto a partir de "bootlegs oficiales" disponibles anteriormente en otros sencillos (como por ejemplo la versión de "Fuck tha Police" de N.W.A. que anteriormente estuvo disponible en "red", una edición limitada del sencillo Guerrilla Radio).

## Lista de canciones
1. "Bullet in the Head" - 5:44
2. "Settle for Nothing" - 4:57
3. "Bombtrack" - 5:55
4. "Take the Power Back" - 6:13
5. "Freedom" - 6:00
6. "Intro (Black Steel in the Hour of Chaos)" - 3:42 (con Chuck D de Public Enemy)
7. "Zapata's Blood" - 3:49
8. "Without a Face" - 4:06
9. "Hadda Be Playing on the Jukebox" - 8:04 (un poema de Allen Ginsberg)
10. "Fuck tha Police" - 4:09 (una versión de una canción de NWA)
11. "Darkness" - 3:41 (también conocida como "Darkness of Greed", esta canción apareció en el BSO de El Cuervo)
12. "Clear the Lane" - 3:50
13. "The Ghost of Tom Joad" - 5:22 (una versión de una canción de Bruce Springsteen)

## Créditos
- Vocalista, letras - Zack de la Rocha
- Bajo (y segundo vocalista) - Tim Commerford
- Guitarra - Tom Morello
- Batería - Brad Wilk

## Posición en las listas musicales
| Año  | Sencillo                | Lista                  | Posición |
| ---- | ----------------------- | ---------------------- | -------- |
| 1998 | "The Ghost of Tom Joad" | Modern Rock Tracks     | #34      |
| 1998 | "The Ghost of Tom Joad" | Mainstream Rock Tracks | #35      |